# Майське Медже
45°44′ пн. ш. 18°29′ сх. д. / 45.73° пн. ш. 18.48° сх. д.
Майське Медже (хорв. Majške Međe) — населений пункт у Хорватії, в Осієцько-Баранській жупанії у складі громади Ягодняк.

## Населення
Населення за даними перепису 2011 року становило 82 осіб.
Динаміка чисельності населення поселення:

## Клімат
Середня річна температура становить 11,04 °C, середня максимальна – 25,27 °C, а середня мінімальна – -5,94 °C. Середня річна кількість опадів – 628 мм.
| Клімат поселення                              | Клімат поселення | Клімат поселення | Клімат поселення | Клімат поселення | Клімат поселення | Клімат поселення | Клімат поселення | Клімат поселення | Клімат поселення | Клімат поселення | Клімат поселення | Клімат поселення | Клімат поселення |
| Показник                                      | Січ.             | Лют.             | Бер.             | Квіт.            | Трав.            | Черв.            | Лип.             | Серп.            | Вер.             | Жовт.            | Лист.            | Груд.            |                  |
| Середній максимум, °C                         | 5,77             | 7,78             | 12,41            | 17,12            | 22,39            | 25,24            | 25,27            | 24,85            | 20,58            | 15,15            | 9,14             | 5,20             |                  |
| Середня температура, °C                       | −0,1             | 1,91             | 6,50             | 11,27            | 16,55            | 19,39            | 21,38            | 20,97            | 16,68            | 11,28            | 5,26             | 1,34             |                  |
| Середній мінімум, °C                          | −5,94            | −3,93            | 0,67             | 5,40             | 10,69            | 13,52            | 17,50            | 17,08            | 12,80            | 7,38             | 1,38             | −2,55            |                  |
| Норма опадів, мм                              | 38               | 33               | 36               | 49               | 61               | 79               | 61               | 60               | 51               | 53               | 59               | 48               |                  |
| Середньомісячна швидкість вітру, м/с          | 2.46             | 2.70             | 2.94             | 2.90             | 2.50             | 2.30             | 2.30             | 2.10             | 2.10             | 2.20             | 2.40             | 2.50             |                  |
| Середньомісячна сонячна радіація, кДж/м²·день | 4185             | 6908             | 10871            | 15467            | 19309            | 21663            | 22188            | 20071            | 14815            | 9272             | 4689             | 3463             |                  |
| --------------------------------------------- | ---------------- | ---------------- | ---------------- | ---------------- | ---------------- | ---------------- | ---------------- | ---------------- | ---------------- | ---------------- | ---------------- | ---------------- | ---------------- |
| Джерело:                                      |                  |                  |                  |                  |                  |                  |                  |                  |                  |                  |                  |                  |                  |